# Разношенское
Разно́шенское (укр. Розношенське) — село в Благовещенской городской общине Голованевского района Кировоградской области Украины.
До 2020 года входило в Благовещенский район. Расположено на реке Нетеке.

## Топонимика
Село, предположительно появившееся в конце XIX века, происходит от сочетания «дороги разносятся», то есть расходятся на перекрёстке.

## Расположение
Село расположено в 13 километрах от бывшего районного центра Благовещенское к востоку от трассы М-05.

## Население
Население, достигшее пика в 1970-х (свыше 2,000 человек), сильно сократилось в 1990-х вследствие оттока молодёжи в райцентр, Побугское, Киев, Одессу, Николаев, Москву, Крайний Север и др. территории, а затем вследствие высокой естественной убыли. В настоящее время составляет около 700 человек (данные сельсовета), в основном украинцы, небольшое количество молдаван. Распространён суржик.

## Экономика
В прошлом большинство населения было занято в сельском хозяйстве местного колхоза на выращивании пшеницы, сахарной свеклы, скота (коровы, свиньи), птицы. Колхоз продолжал существовать, с некоторыми периодами оживления, до начала XXI века, однако постепенно разорился. С конца 1980-х гг. экономика и занятость переживают глубокий кризис. В 2001 г. колхоз окончательно расформирован, земля роздана в собственность жителям. Имеется 11-летняя общеобразовательная школа, также довольно нерегулярное автобусное сообщение с райцентром.

## Известные люди
Галимон Логвин Семенович (1904, с. Розношенское — неизвестно, г. Москва, Россия), доктор экономических наук, профессор, преподаватель Всесоюзного заочного финансово-экономического института, автор учебников по финансам